# 110e brigade de défense territoriale
Pour les articles homonymes, voir 110e brigade.
La 110e brigade de défense territoriale (en ukrainien : 110-та окрема бригада територіальної оборони) est une brigade des forces de défense territoriale ukrainiennes basée dans l'oblast de Zaporijjia et dépendant du Commandement opérationnel est.

## Historique

### Formation
La brigade est créée le 17 septembre 2018 et effectue son premier exercice militaire entre le 16 et le 25 décembre de la même année, avec la participation de plus de 2 000 réservistes,.

### Guerre russo-ukrainienne
L'unité est mobilisée lors de l'invasion russe de l'Ukraine en 2022 et participe à la défense de la ligne de front dans l'oblast de Zaporijjia, aux côtés de la 102e brigade de défense territoriale dans la région de Houliaïpole.Au début de l'année 2023, la brigade part s'entraîner dans les environs de Dnipro. En juin 2023, la 110e brigade participe à la première phase de la contre-offensive ukrainienne dans le secteur de Velyka Novossilka et revendique la libération du village de Novodarïvka (uk) le 12 juin 2023 à la suite de l'avancée des 23e et 31e brigades mécanisées, repoussant également des contre-attaques russes.

## Structure

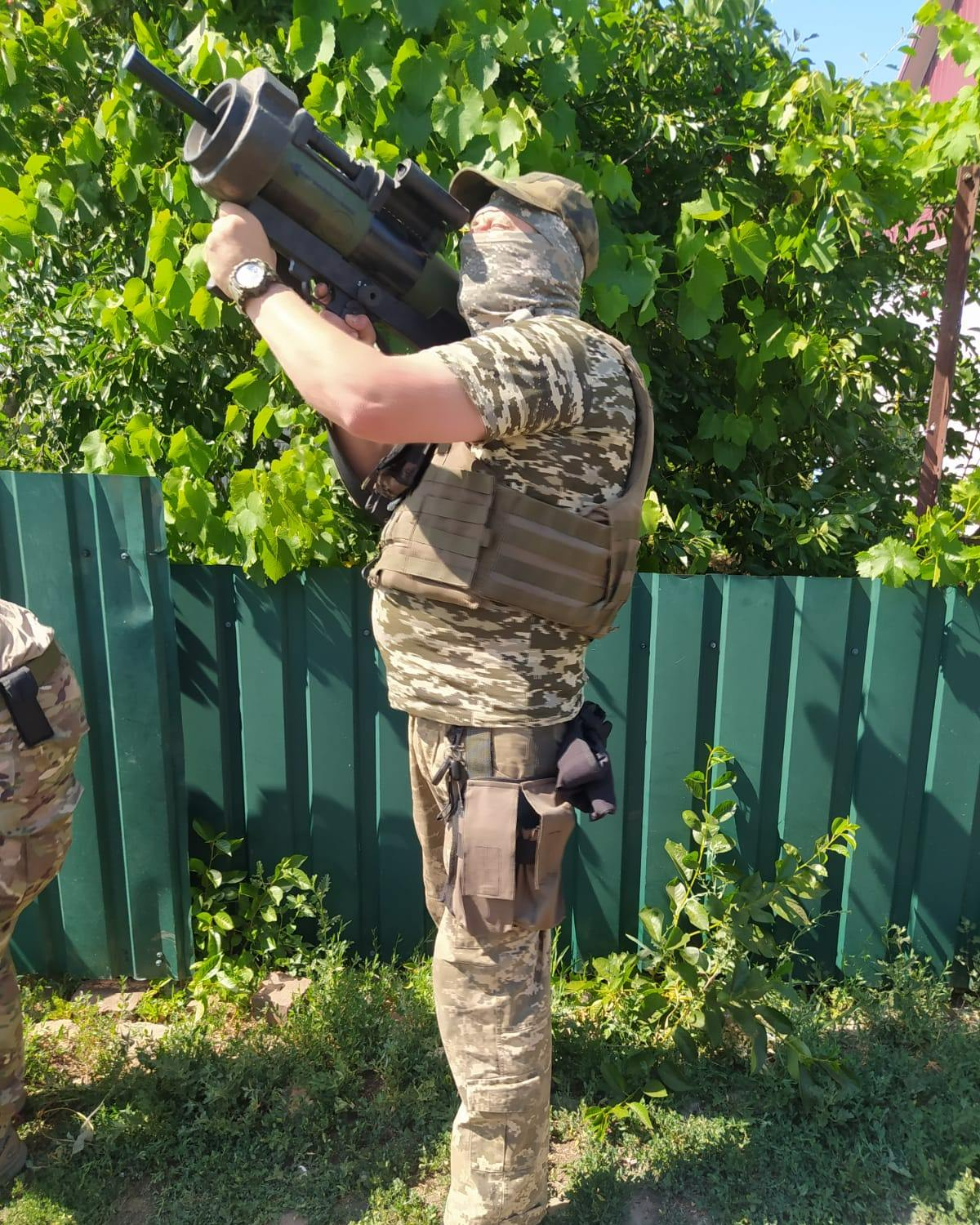
Soldat de la avec un MATADOR en 9 2022.

En août 2024, l'ordre de bataille connu de la brigade est le suivant :
- État-major de la brigade,  (Dnipro) ;
  - 
    -  Compagnie de protection du QG ;

  -  111e bataillon de défense territoriale (Berdiansk, unité militaire A7277)[6] ;
  -  112e bataillon de défense territoriale (Kamianka-Dniprovska, unité militaire А7278)[7] ;
  -  113e bataillon de défense territoriale (Enerhodar, unité militaire А7279)[8] ;
  -  114e bataillon de défense territoriale (Zaporijjia, unité militaire А7280)[9] ;
  -  115e bataillon de défense territoriale (Melitopol, unité militaire А7281)[10] ;
  -  116e bataillon de défense territoriale (Polohy, unité militaire А7282)[11] ;
  -  compagnie de contre-sabotage ;
  -  compagnie de Génie ;
  -  compagnie de communication ;
  -  compagnie de support matériel et technique ;
  -  peloton anti-aérien ;

## Commandement
- Colonel Oleksandr Ihnatiev